# Grupo de Galois

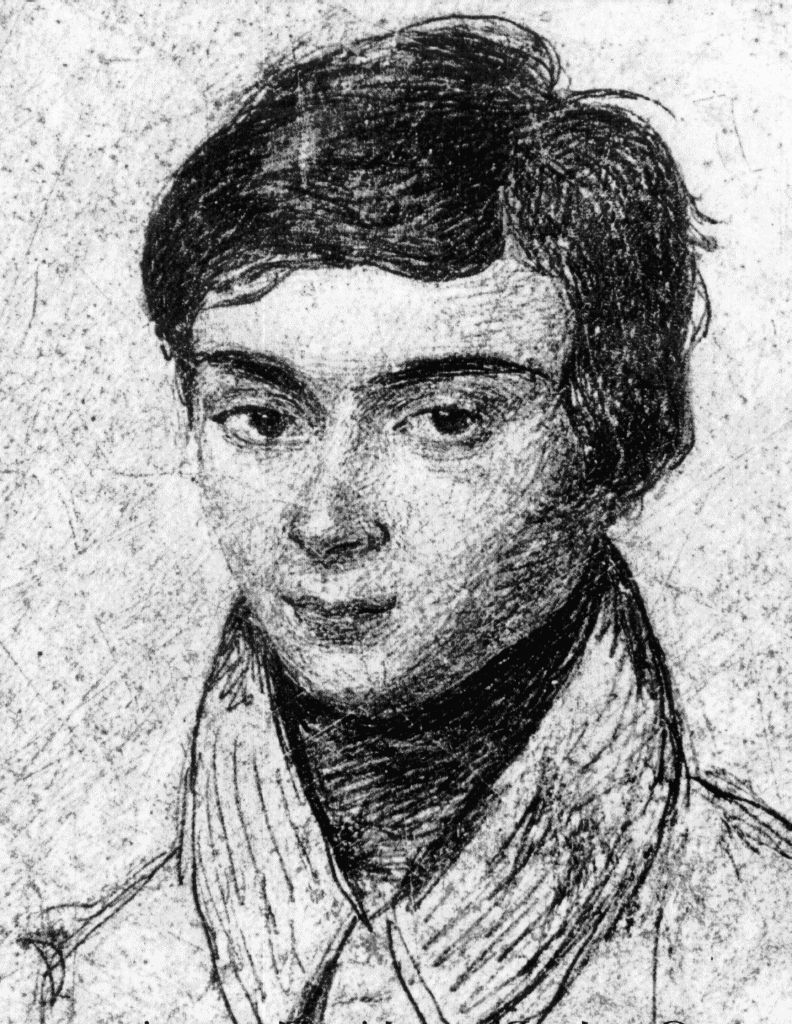
Évariste Galois 1811-1832

En matemática, un grupo de Galois es un grupo asociado a un cierto tipo de extensión de cuerpo. El estudio de las extensiones de cuerpos (y los polinomios que dan lugar a ellas) mediante el grupo de Galois es conocido como teoría de Galois.
Para ver una discusión más elemental de los grupos de Galois en términos de los grupos de permutaciones, ver el artículo sobre teoría de Galois .

## Definición de grupo de Galois
Supongamos que E es una extensión del cuerpo F. Consideremos el conjunto de todos los automorfismos de cuerpos de E/F; esto es, los isomorfismos α de E a sí mismo, tal que α(x) = x para cada x en F. Este conjunto de automorfismos junto con la operación de composición de funciones forma un grupo G, denotado habitualmente Aut(E/F) o {\displaystyle \operatorname {Aut} _{F}E}.
Si E/F es una extensión de Galois, entonces G es llamado el grupo de Galois de la extensión, y se denota normalmente Gal(E/F). La importancia de que una extensión sea de Galois se debe a que obedece al teorema fundamental de la teoría de Galois.
Se puede demostrar que E es algebraico
sobre F si y sólo si el grupo de Galois es profinito.

## Ejemplos
En los siguientes casos F es un cuerpo, y C, R, Q son los cuerpos de los números complejos, reales, y racionales, respectivamente. La notación F(a) indica la extensión de cuerpo obtenida por unión de un elemento a al cuerpo F.
- Gal(F/F) es el grupo trivial que tiene un solo elemento, llamado el automorfismo identidad.
- Gal(C/R) tiene dos elementos, el automorfismo identidad y el automorfismo de conjugación compleja.
- Aut(R/Q) es trivial. En efecto, se puede mostrar que cualquier Q-automorfismo debe preservar el orden de los números reales y, por lo tanto, debe ser la identidad.
- Aut(C/Q) es un grupo infinito.
- Gal(Q(√2)/Q) tiene dos elementos, el automorfismo identidad y el automorfismo el cual intercambia √2 y −√2.
- Considérese el cuerpo K = Q(³√2). El grupo Aut(K/Q) contiene únicamente el automorfismo identidad. Esto es porque K no es una extensión normal, puesto que las otras dos raíces cúbicas de 2 (ambas complejas) no se encuentran en la extensión — en otras palabras, K no es un cuerpo de descomposición.
- Considérese ahora L = Q(³√2, ω), donde ω es la  tercera raíz primitiva de la unidad. El grupo Gal(L/Q) es isomorfo a S3, el grupo diédrico de orden 6, y L es, en efecto, el cuerpo de descomposición de x3 − 2 sobre Q.
- Si q es una potencia prima, y si F = GF(q) y E = GF(qn) denota el cuerpo de Galois de orden q y qn respectivamente, entonces Gal(E/F) es cíclico de orden n.
- Si f es un polinomio irreducible de grado primo p con coeficientes racionales y exactamente con dos raíces no reales, entonces el Grupo de Galois de f es el grupo simétrico completoSp.

## Propiedades
La importancia de una extensión que Galois es que obedece al teorema fundamental de la teoría de Galois: los subgrupos cerrados (con respecto a la topología de Krull mostrada abajo) del grupo de Galois corresponden a cuerpos intermedios de una extensión de cuerpos.
Si E/F es una extensión de Galois, entonces Gal(E/F) puede ser dada una topología, llamada topología de Krull, que lo convierte en un grupo profinito.